# دوغ فاركوهار
دوغ فاركوهار (بالإنجليزية: Doug Farquhar)‏ (11 يونيو 1921 في المملكة المتحدة - 20 فبراير 2005 في الولايات المتحدة) هو لاعب كرة قدم أمريكي في مركز الوسط. شارك مع منتخب الولايات المتحدة لكرة القدم. أما مع النوادي، فقد لعب مع ليسبورن ديستليري ونادي أرسنال ونادي ريدنغ ونادي هيرفورد ونيويورك هكوة ‏ وBedford Town F.C. ‏.